# Валидовы
Валидовы (баш. Вәлидовтар) — род. Являются выходцами из деревни Кузяново Стерлитамакского уезда Оренбургской губернии.

## Общая характеристика
По мнению Ахмет-Заки Валиди, Валидовы происходили из башкирского рода Суклы-Кай племени Юрматы, согласно архивным данным — от ясачного татарина Иштугана Ишмекеева из села Нижнее Арметево Ногайской дороги Уфимского уезда. С первой половины XIX века дом Валита — предка Валидовых — служил местом сборов, собраний и празднеств всей округи. Здесь проводились большие приёмы, где были русские генералы, начальники кантонов, высокие духовные лица, шейхи, муллы. Сами Валидовы принадлежали к зажиточной прослойке мусульманского духовенства и учителей.

Ахметшах и Уммульхаят Валидовы вместе с сыном Габдрауфом. 1924 год.

Наиболее известные представители Валидовых:
- Ахметьян Валидов (1828—1867) — имам-хатыб Кузяновской мечети, мударрис. При мечети основал медресе. Башкир.
- Мухаметвали Валидов (Ахметвали Валидов, Вали-мулла; 1845—1915) — мулла, мударрис. Тептярь. Выпускник медресе г. Бухара. Служил в Башкирском войске. С 1867 года является хатыбом Кузяновской 1-й соборной мечети, работал мударрисом в медресе своего брата Ахметьяна Валидова, а после — племянника Ахметши. Владел фарси, арабским и русским языками.
- Ахметша(х) Ахметьянович Валидов (19.07.1860, д. Кузяново — 20.07.1937, г. Уфа) — имам-хатыб, мударрис. По национальности башкир. Окончил Стерлитамакское медресе. Являлся имам-хатыбом 2-й соборной мечети деревни Кузяново. В начале 1890-х гг. основал при мечети медресе, где обучалось около 200 шакирдов. Медресе состояло из 4 зданий[6]. В начале XX века в медресе стали вводиться светские предметы, новые методы обучения. Являлся членом суфийского ордена накшбандия, приверженец взглядов богослова Аль-Газали, И. Гаспринского, З. Расулева, Р. Фахретдина. Был арестован 15 июля 1937 года, приговорен по ст. 58-10 и 58-11 УК РСФСР, и расстрелян 20 июля 1937 года. Реабилитирован 8 января 1960 года[7]. Его жена Уммулхаят Мухаметкафиевна Валидова (1873—1946) была мугаллимой в женских классах Кузяновского медресе. Сестра религиозного деятеля Х. М. Сатлыкова. Окончила Утяковское медресе. Владела арабским языком, тюрки и фарси.

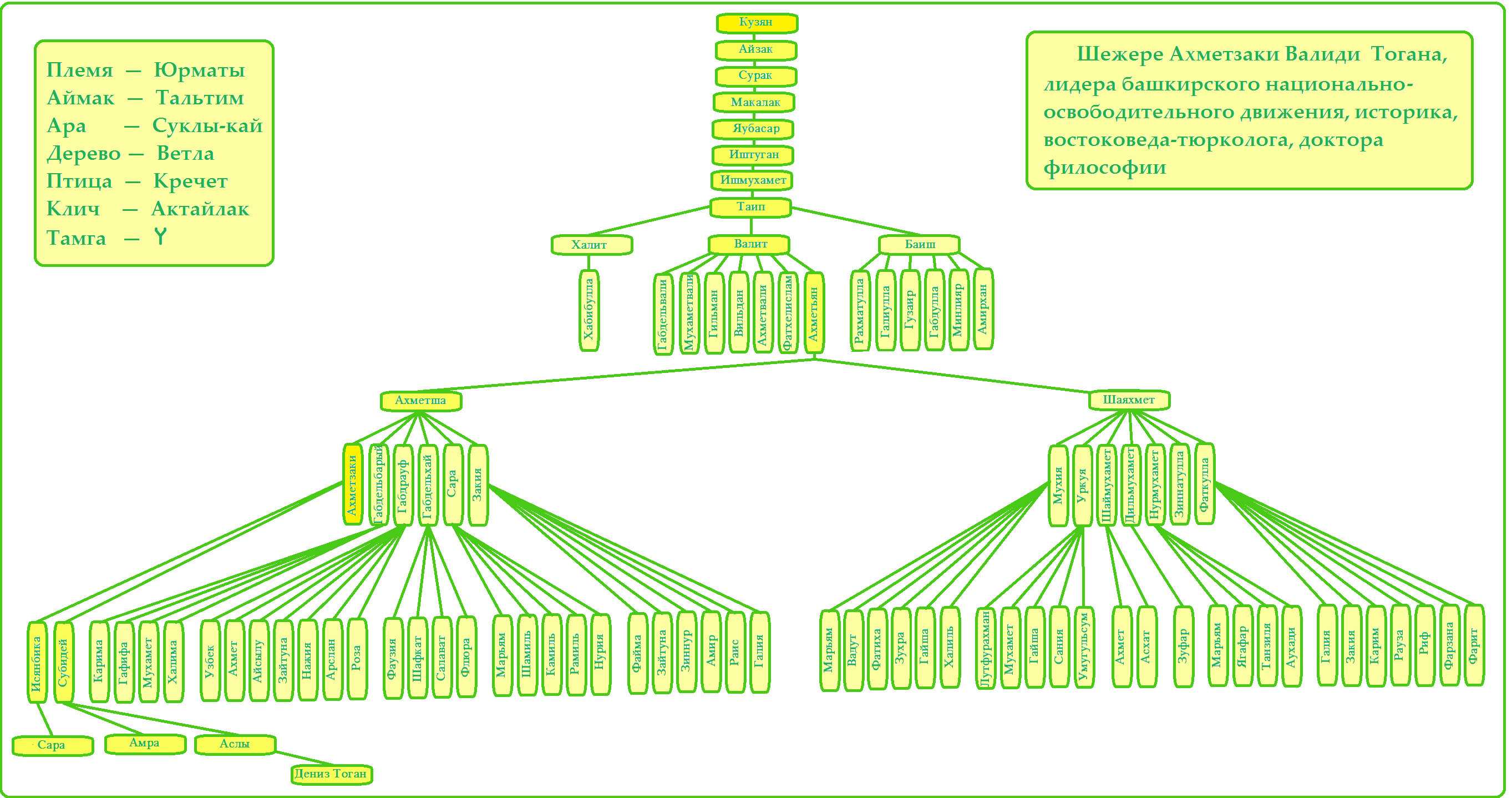
Шежере (родословная) Ахметзаки Валиди

Наиболее известными потомками Валидовых являются:
- Ахмет-Заки Ахметшахович Валидов (Ахметзаки Валиди Тоган; 1890—1970) — политический деятель, лидер башкирского национально-освободительного движения; историк, востоковед-тюрколог, доктор философии (1935), профессор[8];
- Камиль Абдрахманович Валеев (1934—2000) — физик. Доктор физико-математических наук (1986), профессор (1987). Заслуженный деятель науки Башкирской АССР (1989);
- Исенбике Тоган (род. 1940) — историк. Доктор философии (1973), профессор (1995);
- Субидай Тоган (род. 1943) — экономист. Доктор философии (1972), профессор (1986).